# 1472 Muonio
1472 Muonio è un asteroide della fascia principale. Scoperto nel 1938, presenta un'orbita caratterizzata da un semiasse maggiore pari a 2,2338217 au e da un'eccentricità di 0,1991569, inclinata di 4,57003° rispetto all'eclittica.
L'asteroide è dedicato al fiume Muonio.